# SŽD-Baureihe ОР21
Die SŽD-Baureihe ОР21 (deutsche Transkription OR 21) war eine Dampflokomotive der Sowjetischen Eisenbahnen (SŽD) in russischer Breitspur. Sie gilt mit der SŽD-Baureihe П36 als die letzte entwickelte Dampflokkonstruktion und war für den Güterzugdienst landesweit auf nichtelektrifizierten Strecken als Ersatz für die SŽD-Baureihe ФД gedacht. Eine Serienproduktion wurde wegen der Umstellung des Traktionsbetriebes auf Diesel- und Elektrolokomotiven nicht mehr durchgeführt. Ihre Benennung OP 21 hat sie als Kürzel für (завод имени Октябрьской революции, Achslast 21 t) das Herstellerwerk Lokomotivfabrik Luhansk und die Achslast erhalten.

## Vorgeschichte, Bau und Verbleib der Lokomotiven

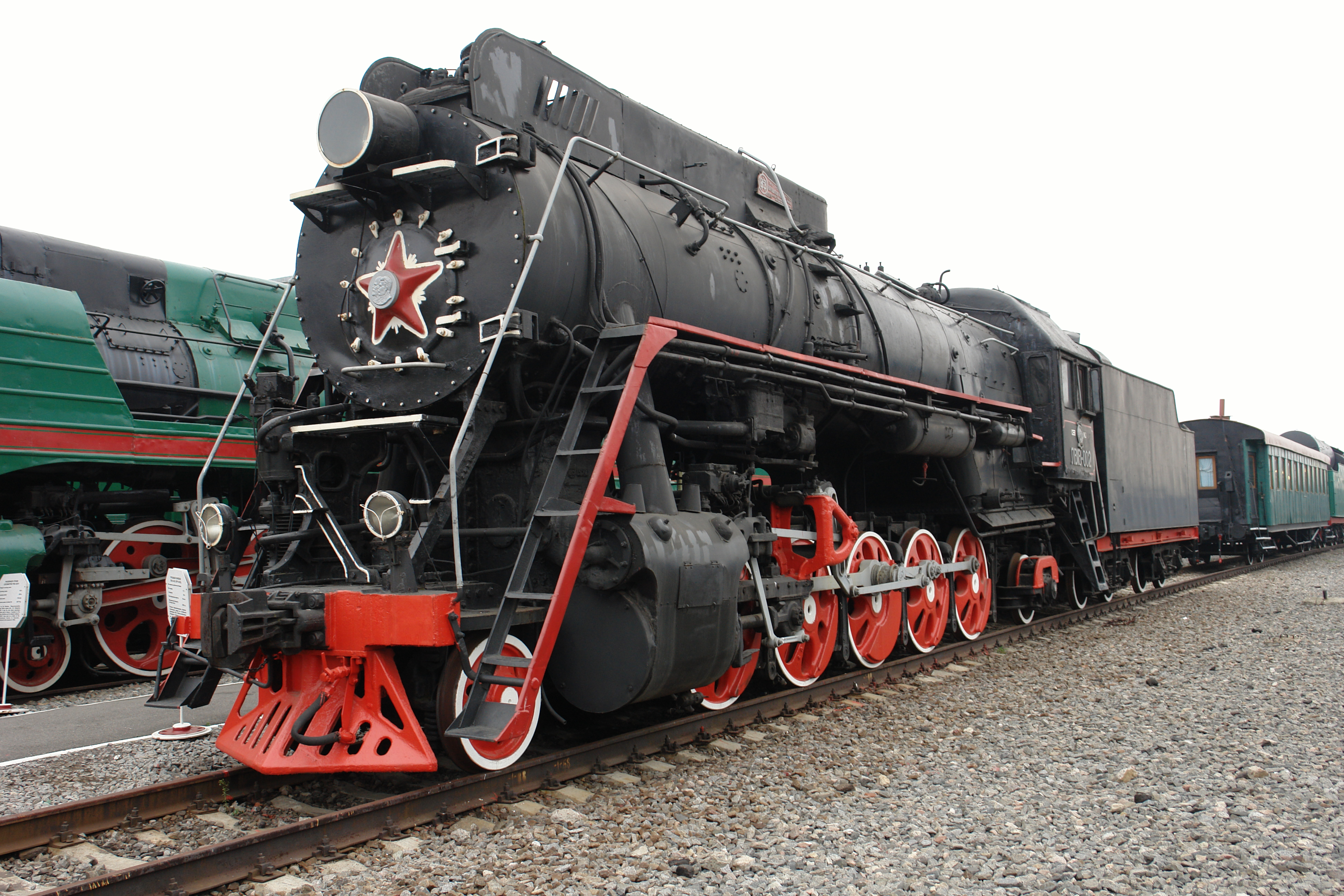
Dampflokbaureihe ЛВ

Bei der Entwicklung und Erprobung der SŽD-Baureihe ЛВ ging man von einem Bedarf von 3000 Lokomotiven dieser Gattung aus. Gleichzeitig wollte man mit einer stärkeren Lokomotive die SŽD-Baureihe ФД komplett ersetzen.
Deshalb entstand 1953 der erste Prototyp der Lokomotive und 1954 zwei weitere Probelokomotiven. Die anschließende Betriebserprobung erfolgte in dem Depot Krasnyj Lyman der Eisenbahn des Donezk-Gebietes. Obwohl die Lokomotive dort sehr gute Werte erzielte, erfolgte keine Serienfertigung von ihr. Der Traktionswandel war bereits so weit fortgeschritten, dass sie ihre angedachten Dienste durch Diesellokomotiven (wie die SŽD-Baureihe ТЭ3) vollständig ausgeführt werden konnte. Lediglich im Personenzugdienst bestand für kurze Zeit Bedarf an Dampflokomotiven, so dass von der gleichzeitig geprüften SŽD-Baureihe П36 noch 251 Maschinen beschafft wurden.
Über den weiteren Einsatz ist aus der Literatur keine Angabe zu entnehmen. Durch ihre geringe Stückzahl zählten sie als Splittergattung und werden sicherlich keine lange Lebensdauer gehabt haben. Auch Fotos der Maschine sind nur auf der Webseite der Lokomotive bei der russischen Wikipedia zu finden.

## Technische Beschreibung
Von der Konstruktion der Dampflokomotive ähnelt sie der SŽD-Baureihe ЛВ, also einer Dampflokomotive, bei der viele fortschrittliche Entwicklungstendenzen der damaligen Zeit mit einflossen. Im Vergleich zu ihr besaß sie einen größeren Kessel, wodurch sich eine größere Achslast von 21 t ergab. Der Kessel besaß einen pneumatisch angetriebenen Schüttelrost. Ebenfalls pneumatisch konnte die Feuertür betätigt werden. Der Kessel war außerdem ausgestattet mit einem Wasservorwärmer Bauart Brjansk.
Der Kessel war eine vollständig geschweißte Konstruktion mit Dampfüberhitzer und Verbrennungskammer. Der Regler war zweikanalig ausgeführt.
Das Fahrwerk war wie bei der Reihe ЛВ ausgeführt. Die Maschine besaß ebenso wie diese einen Barrenrahmen mit 140 mm Blechstärke. Die Federaufhängung war eine drei-Punkt-förmige, bei den Lauf- und Kuppelrädern zur Abstützung mit Blattfedern. Die Rückstellvorrichtung der Laufdrehgestelle, ausgeführt als Bisselgestell, wurden mit Schraubenfedern durchgeführt.
Die Dampfmaschine war eine einfache Zweizylinderausführung mit Schiebern nach dem System Trofimoff. Die Lager der Kuppel- und Laufachsen war ausgerüstet als Rollenlager. Die Schmierung der Dampfmaschine und des Laufwerkes wurde durch eine zentrale Schmiereinrichtung sichergestellt.
Das Führerhaus war durchgängig geschlossen und ausgestattet mit aufschiebbaren seitlichen Fenstern sowie Lüftern auf dem Dach. Die elektrische Einrichtung der Lokomotive bestand aus dem Turbogenerator, der Lokomotivsignalisation und Hilfsbetrieben, wie z. B. Sprechfunk und Indusi.